# Podocarpus acutifolius
Podocarpus acutifolius (Подокарп голколистий) — вид хвойних рослин родини подокарпових.

## Поширення, екологія
Країни поширення: Нова Зеландія (Південний острів). Цей чагарник або чагарникове дерево росте від низовини до гірських лісів і чагарників, від 300 до 1000 м над рівнем моря. У рамках ареалу, середньорічна температура становить +10 °C, з середнім мінімумом в найхолодніший місяць 0,7°С, і середньою річною кількістю опадів 2726 мм.

## Морфологія
Чагарник або невелике дерево до 9 м у висоту і до 50 см в діаметрі. Кора тонка, лущиться на короткі смуги або пластинки. Листки прямі, вузькі, голчасті, загострені, 1,5-2,5 см × 0.75-3.5 мм, серединні жили нечіткі, зелені в тінистих місцях, але жовто-зелені у відкритих районах. Пилкові шишки 1-2 см довжиною, пазушні, поодинокі або до 4 разом на загальній плодоніжці 2-3 мм довжиною. Яйцеклітини поодинокі або рідше в парі на стеблі довжиною 1 мм; містять 2 тупі луски зазвичай червоні, опухлі і соковиті. Насіння вузько яйцювате.

## Використання
Рідко зустрічається у вирощуванні.

## Загрози та охорона
Ніяких конкретних загроз не зафіксовано для цього виду. Цей вид присутній в кількох ПОТ.